# Hans-Caspar Kreuger
Hans-Caspar Kreuger (Suecia, 5 de octubre de 1902-Buenos Aires, 15 de agosto de 1977) fue un Untersturmführer y corresponsal de guerra sueco. Kreuger sirvió entre otros en el SS-Standarte Kurt Eggers.

## Biografía
Hans-Casper Kreuger nació el 5 de octubre de 1902, en el distrito de Allbo, Småland, Suecia. Entre otras cosas, se desempeñó como corresponsal de guerra y se hizo famoso como escritor habilidoso, incluido el Den Svenske Nationalsocialisten (DSNS), principal periódico del Svensk socialistisk samling (SSS, Partido Nacionalsocialista de los Trabajadores de Suecia). Fue un lingüista que hablaba inglés, francés, español, alemán y ruso. Trabajó como oficial de envíos en la línea Suecia-América en Gotemburgo antes de la guerra.

## Guerra de Invierno Finlandesa y Waffen SS
Hans-Caspar Kreuger se ofreció voluntario para la Guerra de Invierno pero cuando llegó, la guerra casi había terminado. Cuando comenzó la Operación Barbarroja, se inscribió en las Waffen-SS a través de la oficina de reclutamiento en Noruega.
Después de graduarse de la escuela de oficiales de las SS en Bad Tölz, se desempeñó en la 5.ª División Panzer SS Wiking y participó en el cerco de Korsun-Cherkasy de 1944. Después de ignorar la orden de evacuar al oeste, peleó con la 11.ª División de Granaderos SS Nordland.
En abril de 1945, Kreuger asumió su última tarea en las Waffen-SS cuando se unió a 33.ª División de Granaderos SS Voluntarios Charlemagne en las batallas de Berlín. Después de la rendición de Alemania, Kreuger terminó en custodia de Estados Unidos, pero logró escapar y junto con otros cuatro voluntarios escandinavos de las SS emigró a Argentina, donde vivió hasta su muerte en 1977, trabajando como instructor en el Ejército Argentino. Kreuger viajó a menudo a Europa para asistir a las reuniones de los veteranos de las Waffen-SS.

## Via Nord
En Buenos Aires Kreuger comenzó la agencia de viajes Via Nord ("A través del Norte") que sirvió como una especie de cubierta bien organizada de contrabando de refugiados nazis que huían de Europa. Además de los pasajes, Kreuger también organizó visas, alojamiento y trabajo para los refugiados. Una de las personas a las que Kreuger ayudó a escapar fue el austríaco Oberscharführer Josef Schwammberger, comandante del ghetto de Przemyśl entre 1942 y 1944 y criminal de guerra.

## Fallecimiento
Hans-Caspar Kreuger murió en un accidente automovilístico en Buenos Aires el 15 de agosto de 1977.